# إيفولف
إيفولف (بالإنجليزية: Evolve) ، هي لعبة إلكترونية من إنتاج تورتل روك ستوديوز ، ومن نشر تو كي جيمز الأمريكية ، وصدرت يوم 10 فبراير 2015م.

## قصة اللعبة
وقعت أحداث القصة حول الصيادون الأربع للبحث عن المخلوقات الفضائية ، وذلك في مكان غامض بالغابة.
تدور قصة اللعبة في الفضاء البعيد علي كوكب يعرف باسم (Far Arm) حيث سافر البشر لذلك الكوكب من اجل بناء مستعمرات لاستغلال موارد هذا الكوكب الثمينة , ولكن فجأة يتم مهاجمة هذه المستعمرات من قبل الوحوش الغريبة وتقتل عدد كبير من البشر , وهنا يظهر دور الضابط المتقاعد William Cabot من أجل أن يتعامل مع هذا التهديد ويقوم بإخلاء باقي المستعمرات ويكون فريق يدعي فريق الصيادين من اجل مطاردة الوحوش ويتكون الفريق من المحاربين القدامى والمطربين عقليا والمحترفون وهذا الفريق مهمته الرئيسية هي القضاء علي الوحوش

## مصدر
1. ↑  ستيم، SteamClient021, Package: 1726604483، API v020, Package: 1682723851، 12 سبتمبر 2003، QID:Q337535
2. ↑  معلومات أولية حول لعبة Evolve نسخة محفوظة 05 مارس 2016 على موقع واي باك مشين.

## وصلات خارجية
- http://golden4games.com/evolve-5/
- الموقع الرسمي
- إيفولف على موقع IMDb (الإنجليزية)